# Plus Bank
Plus Bank S.A. (do 6 grudnia 2013 Invest-Bank S.A.) – bank komercyjny z siedzibą w Warszawie przy al. Stanów Zjednoczonych 61A, założony w 1991 w Poznaniu przez Piotra Bykowskiego. Jest bankiem detalicznym, specjalizującym się w udzielaniu kredytów gotówkowych, hipotecznych i przyjmowaniu depozytów terminowych. W ostatnich latach Bank rozpoczął szeroką współpracę w zakresie finansowania klientów korporacyjnych.

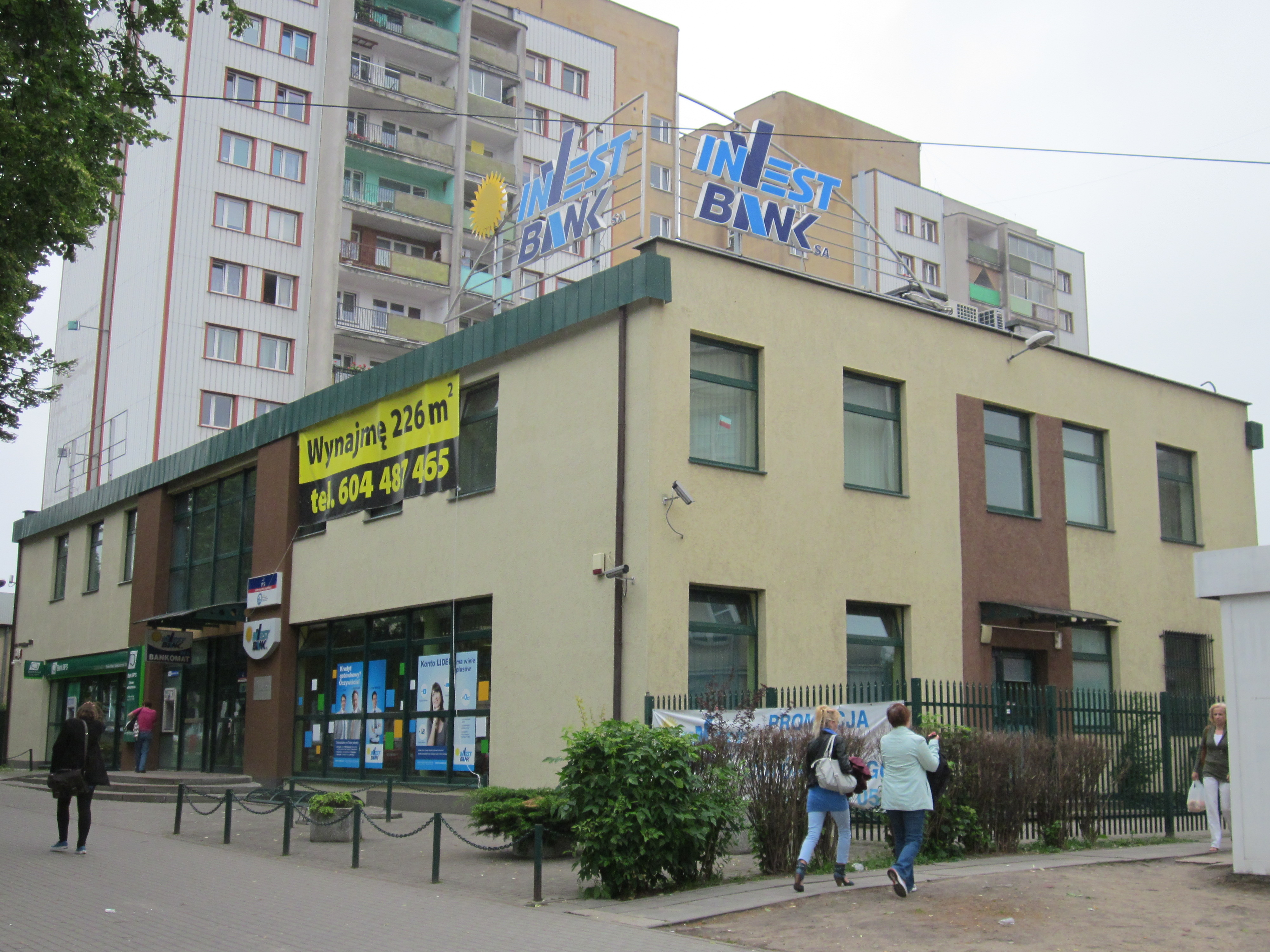
Placówka Invest-Banku w Białymstoku (2013)

Invest-Bank jest od 1999 częścią grupy kapitałowej należącej do Zygmunta Solorza-Żaka, w której skład wchodzi także Cyfrowy Polsat S.A. (właściciel platformy Polsat Box, Plus i Telewizji Polsat). Na koniec 2013 roku bank obsługiwał około 300 tys. klientów.
6 grudnia 2013 roku bank zmienił nazwę na Plus Bank, co jednocześnie zainicjowało ścisłą współpracę banku z operatorem sieci komórkowej Plus, Polkomtelem oraz medialną Grupą Polsat Plus.
W czerwcu 2015 bank padł ofiarą hakera o pseudonimie Polsilver, który miał dostęp, jak podają media, do serwera WWW oraz do kont klientów. Na podstawie szablonów wydruku z historii transakcji oraz historii rejestrowanych domen ustalono, że to właśnie ten bank padł ofiarą ataku. We wrześniu 2015 Centralne Biuro Śledcze Policji poinformowało o zatrzymaniu domniemanego sprawcy ataku.

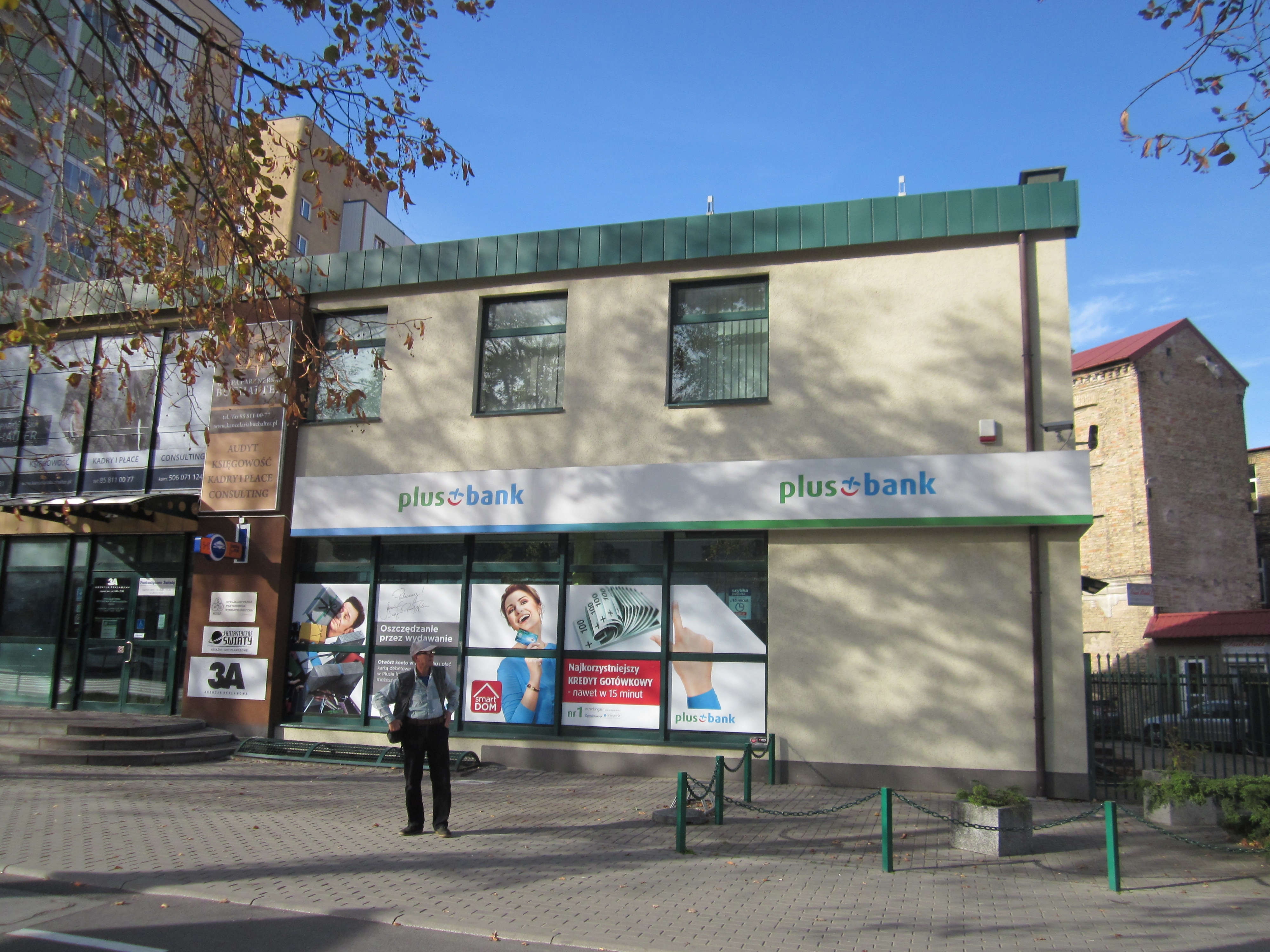
Placówka banku w Białymstoku (2015)

W maju 2019 Komisja Nadzoru Finansowego podjęła decyzję o ustanowieniu kuratora dla banku w celu zapewnienia efektywnego przepływu informacji między Plus Bankiem a Urzędem Komisji oraz stworzenia możliwości bieżącego monitorowania podejmowanych w banku działań restrukturyzacyjnych.

## Akcjonariat
Akcjonariuszami posiadającymi powyżej 5% kapitału zakładowego i/lub 5% ogółu głosów na Walnym Zgromadzeniu Banku według stanu na 31.12.2022 r. byli:
| Akcjonariusz                  | Udział w spółce | Liczba głosów na WZA |
| ----------------------------- | --------------- | -------------------- |
| Zygmunt Solorz-Żak            | 1,612%          | 5,683%               |
| Karswell Ltd                  | 39,607%         | 28,729%              |
| Prepersento Ltd               | 1,925%          | 6,786%               |
| Supremonto Ltd                | 3,186%          | 8,495%               |
| Bithell Holdings Ltd          | 8,361%          | 9,327%               |
| Reddev Investments Ltd        | 7,472%          | 7,083%               |
| Inwestycje Polskie sp. z o.o. | 5,913%          | 7,629%               |
| WBN Holding Ltd               | 24,425%         | 17,799%              |
| Stasalco Ltd                  | 7,112%          | 8,197%               |